# اورانیت (منطقه مسکونی)
اورانیت (به لاتین: Oranit) یک منطقهٔ مسکونی در اسرائیل است که در یهودا و شومرون واقع شده‌است.